# Chanel Camryn
Chanel Camryn (Jacksonville, 17 settembre 2001) è un'attrice pornografica statunitense.

## Biografia
Nata in Florida, è cresciuta in Alaska con una famiglia con due fratelli e ha frequentato le scuole nel paese di Seward. Dopo aver lasciato la scuola per infermieri, ha iniziato a lavorare come barista e successivamente  entrata nell'industria del cinema per adulti nell'aprile 2022.
Ha iniziato la sua carriera tramite un account Onlyfans, attraverso il quale un agente l'ha notata e indirizzata all'agenzia di Mark Spiegler. Dopo essere entrata nell'agenzia di Spiegler, Camryn si è trasferita a Los Angeles. Attraverso la sua agenzia, è stata assunta dagli studi come Vixen, Adult Time, Brazzers, Team Skeet, Naughty America e Cherry Pimps. 
Nel 2024 le è stato assegnato l'AVN Award come Best New Starlet. Nello stesso anno ha ricevuto lo stesso riconoscimento all'XRCO Award. L'anno successivo ha ricevuto AVN Award for Best Supporting Actress.

## Riconoscimenti
- AVN Awards
  - 2024 - Best New Starlet [5]
  - 2025 - Best Supporting Actress per Sunny Goldmelons[6]
  - 2025 - Best Oral Sex Scene per Suck Balls 6 con Jonni Darkko e Milan Ponjevic[7]
- XBIZ Awards
  - 2025 - Best Sex Scene - Gonzo per Tushy Raw V66 con Kai Jaxon[8]
- XRCO Award
  - 2024 - Best New Starlet
  - 2025 - Female Performer of the Year[9]